# Brynn Tyler
Pour les articles homonymes, voir Tyler.
Brynn Tyler (née le 14 novembre 1987 au Texas) est une actrice de films pornographiques américaine. Elle a commencé sa carrière en 2007 et est depuis apparue dans plus de 111 films.

## Filmographie sélective
Film érotique
- 2005 : VIP Crew (série télévisée)
- 2010 : Bikini Jones and the Temple of Eros
- 2010 : Superbound (série télévisée)

Film pornographique
- 2007 : Captive Girls' Tickling Ordeal
- 2007 : Costume Bondage Fantasies
- 2008 : Girls Hunting Girls 17
- 2008 : The 4 Finger Club 26
- 2009 : Her First Lesbian Sex 17
- 2009 : Girlvana 5
- 2010 : We Live Together.com 10
- 2010 : Molly's Life 4
- 2011 : Nurses
- 2011 : Cheating
- 2012 : Toying With Your Emotions
- 2012 : Hot And Mean 5
- 2013 : Lick Initiations
- 2013 : Big Busty POV
- 2014 : Mom, Dad and The Babysitter 2
- 2014 : She's so Cute 4
- 2015 : Romantic Getaways
- 2017 : Dirty Babysitter's Club 2

## Récompenses
- Nommée aux CAVR Awards de 2008 dans la catégorie Newbie of the Year[1]
- Nommée aux XBIZ Awards de 2009 dans la catégorie New Starlet of the Year[2]
- Nommée aux FAME Awards de 2009 dans la catégorie Favorite Female Rookie at this year[3]
- Nommée aux AVN Awards de 2010 dans la catégorie Best New Starlet[4]
- Nommée aux AVN Awards de 2010 dans la catégorie Best Supporting Actress pour le film Not Three's Company XXX[4].